# 斗六街

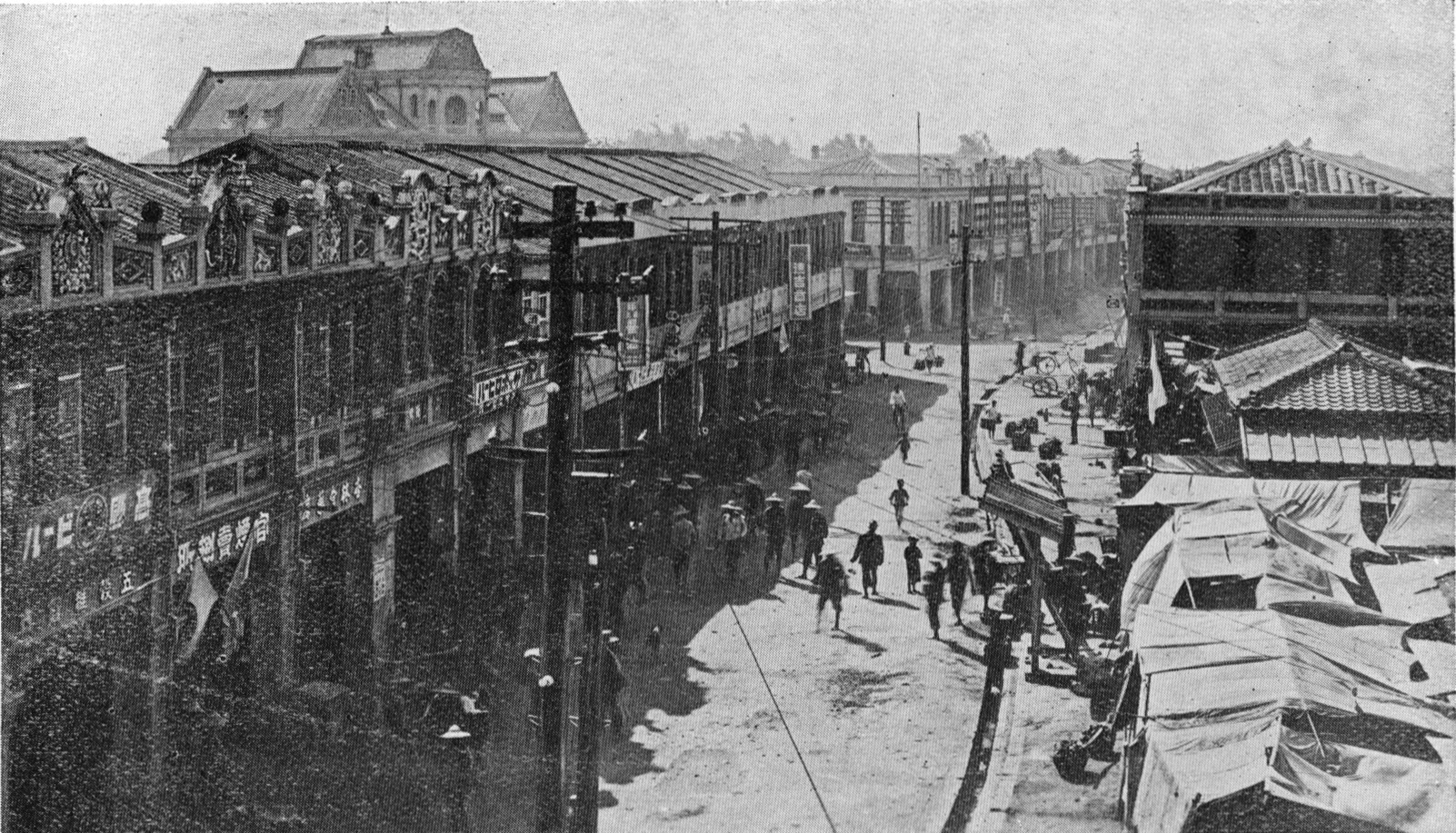
斗六太平老街舊照，後方建物為斗六涵碧樓(已拆除)。

斗六街為1920年至1945年間存在之行政區，轄屬台南州斗六郡。斗六街是斗六郡的行政中心，其人口規模在臺南州次於嘉義市，排名第三。斗六街為現今雲林縣斗六市及林內鄉（不含重興村北側）。

## 行政區劃
斗六街在清治時期及日治時期初期屬斗六堡及溪洲堡的74庄，在1896年4月隸屬臺中縣；1897年6月至1898年6月改隸嘉義縣，並在其間設立斗六辨務署，之後又改隸臺中縣；1901年11月，縣和辨務署廢止而改隸斗六廳，並設斗六廳廳舍於斗六街。1903年6月，此74庄編入斗六區、林內區、菜公區、樹仔腳區。1904年4月，斗六廳進行街庄整併，此74庄整併為斗六堡之斗六街、海豐崙庄、大北勢、保長廍、大潭、九老爺庄、大崙庄、溝仔垻庄、內林庄、林仔頭庄、九芎林庄、林內庄、石榴班庄、咬狗庄、菜公庄，及溪洲堡之竹圍仔庄、烏塗仔庄等17庄。
1920年10月1日，原堡里之行政區廢除，街庄改為大字；前述17庄合併為臺南州斗六郡「斗六街」；庄轄域內分為斗六、海豐崙、大北勢、保長廍、大潭、九老爺、大崙、溝子垻、林子頭、內林、石榴班、咬狗、菜公、竹圍子、林內、九芎林、烏塗子等17個大字。
- 大潭大字下有「社口」、「大潭」小字名
- 海豐崙大字下有「朱丹灣」、「海豐崙」小字名
- 溝子垻大字下有「柴裡」、「瓦厝子」、「溝子垻」小字名
- 大北勢大字下有「甲六埤」、「林子頭」、「大北勢」小字名
- 保長廍大字下有「虎尾溪」、「後庄子」、「保長廍」小字名
- 大崙大字下有「大崙」、「茄苳脚」小字名
- 林子頭大字下有「林子頭」、「番子溝」小字名[1]

戰後，林內、九芎林、烏塗子、咬狗北半部，與原莿桐庄的新庄子東半部，獨立組成「林內鄉」。
| 1899年1月                                                                            | 1904年4月 | 1904年4月 | 1920年10月 | 1920年10月 | 1945年 |
| ------------------------------------------------------------------------------------ | --------- | --------- | ---------- | ---------- | ------ |
| 斗六街、番社、西尾、番仔井                                                           | 斗六區    | 九老爺    | 斗六街     | 斗六       | 斗六鎮 |
| 海豐崙庄、瓦磘、水流尪、朱丹灣                                                         | 斗六區    | 海豐崙    | 斗六街     | 海豐崙     | 斗六鎮 |
| 大北勢庄、石林仔頭、甲六埤、崙仔                                                       | 斗六區    | 大北勢    | 斗六街     | 大北勢     | 斗六鎮 |
| 頂保長廍庄、下保長廍庄、下厝仔庄、竹圍仔庄、后庄仔庄、過溪畔庄、虎尾溪、埤口庄(部分)               | 斗六區    | 保長廍    | 斗六街     | 保長廍     | 斗六鎮 |
| 大潭庄、社口、埤口庄(部分)                                                             | 斗六區    | 大潭      | 斗六街     | 大潭       | 斗六鎮 |
| 九老爺庄、廍仔庄、管事厝庄、深圳崙、鳥松竹圍                                               | 斗六區    | 九老爺    | 斗六街     | 九老爺     | 斗六鎮 |
| 大崙庄、茄苳腳、劉厝、舊廍仔                                                           | 斗六區    | 大崙      | 斗六街     | 大崙       | 斗六鎮 |
| 溝仔垻庄、江厝仔庄、新厝仔庄、瓦厝仔庄、廖廍仔庄、枋橋、頂柴裡、下柴裡                         | 斗六區    | 溝仔垻    | 斗六街     | 溝子垻     | 斗六鎮 |
| 黃厝林仔頭、蓮花埤、番仔溝                                                           | 斗六區    | 林仔頭    | 斗六街     | 林子頭     | 斗六鎮 |
| 石榴班、牛埔仔仔、                                                                   | 斗六區    | 石榴班    | 斗六街     | 石榴班     | 斗六鎮 |
| 林內庄、坪頂、斗六東、新厝仔                                                           | 林內區    | 林內      | 斗六街     | 林內       | 林內鄉 |
| 九芎林                                                                               | 林內區    | 九芎林    | 斗六街     | 九芎林     | 林內鄉 |
| 咬口庄、崙尾庄、湖山藔、楓樹湖、檨仔坑                                                   | 菜公區    | 咬狗      | 斗六街     | 咬狗       | 林內鄉 |
| 內林庄、頂茄苳腳、埤仔頭                                                               | 菜公區    | 內林      | 斗六街     | 內林       | 斗六鎮 |
| 菜公、竹頭角                                                                         | 菜公區    | 菜公      | 斗六街     | 菜公       | 斗六鎮 |
| 竹圍仔庄、頂十三份庄、下十三份庄、半路庄、頭前藔庄、萬年庄、下新厝庄、石廟仔庄、施瓜藔、十二抱竹圍仔 | 樹仔腳區  | 竹圍仔    | 斗六街     | 竹圍子     | 斗六鎮 |
| 頂烏塗仔庄、下烏塗仔庄、五張犁、灣龜頭、烏蔴園                                           | 樹仔腳區  | 烏塗仔    | 斗六街     | 烏塗子     | 林內鄉 |

## 街長
- 鄭沙棠（後改名為梅里尚德）：任職於1920年至1945年，亦為少數在1940年代仍任街庄長的台灣人[3]

## 人口
| 大字別 | 內地人 | 台灣人 | 朝鮮人 | 中華民國人 | 其他國籍 | 小計   |
| ------ | ------ | ------ | ------ | ---------- | -------- | ------ |
| 斗六   | 661    | 9,102  | 9      | 147        | 1        | 9,920  |
| 海豐崙 | 15     | 1,943  | 0      | 5          | 0        | 1,963  |
| 大北勢 | 13     | 1,490  | 0      | 0          | 0        | 1,503  |
| 保長廍 | 47     | 1,935  | 0      | 8          | 0        | 1,990  |
| 大潭   | 33     | 2,199  | 0      | 2          | 0        | 2,234  |
| 九老爺 | 0      | 1,413  | 0      | 0          | 0        | 1,413  |
| 大崙   | 351    | 1,838  | 0      | 0          | 0        | 2,189  |
| 溝子垻 | 20     | 2,444  | 0      | 0          | 0        | 2,464  |
| 林子頭 | 31     | 510    | 0      | 0          | 0        | 541    |
| 內林   | 28     | 1,285  | 0      | 0          | 0        | 1,313  |
| 林內   | 51     | 4,413  | 0      | 8          | 0        | 4,472  |
| 九芎林 | 0      | 1,454  | 0      | 0          | 0        | 1,454  |
| 石榴班 | 0      | 2,614  | 0      | 0          | 0        | 2,614  |
| 咬狗   | 0      | 1,951  | 0      | 0          | 0        | 1,951  |
| 菜公   | 0      | 1,129  | 0      | 0          | 0        | 1,129  |
| 竹圍子 | 20     | 2,110  | 0      | 0          | 0        | 2,130  |
| 烏塗子 | 12     | 1,346  | 0      | 5          | 0        | 1,363  |
| 小計   | 1,282  | 39,176 | 9      | 175        | 1        | 40,643 |

## 交通
- 縱貫線：斗六車站、石榴車站、林內車站
- 大日本製糖崁頭厝線、斗六站、大崙站

## 教育
- 斗六家政女學校（今斗六家商）
- 斗六尋常高等小學校→斗六國民學校（戰後廢校，原址今斗六高中）
- 大崙尋常小學校→大崙國民學校（戰後廢校，原址在斗六糖廠內）
- 斗六公學校→斗六西國民學校（今鎮西國小）
- 斗六女子公學校→斗六東國民學校（今鎮東國小）
- 溝子垻公學校→斗六南國民學校（學校在1944年改為斗六戰俘營，於是學校遷至大崙國小，戰後遷回，今溝壩國小）[5]
- 林內公學校→林內國民學校（今林內國小）
- 內林公學校→內林國民學校（1942年廢校，戰後復校，今梅林國小）
- 內林國民學校石榴班分離教室→石榴班國民學校（今石榴國小）

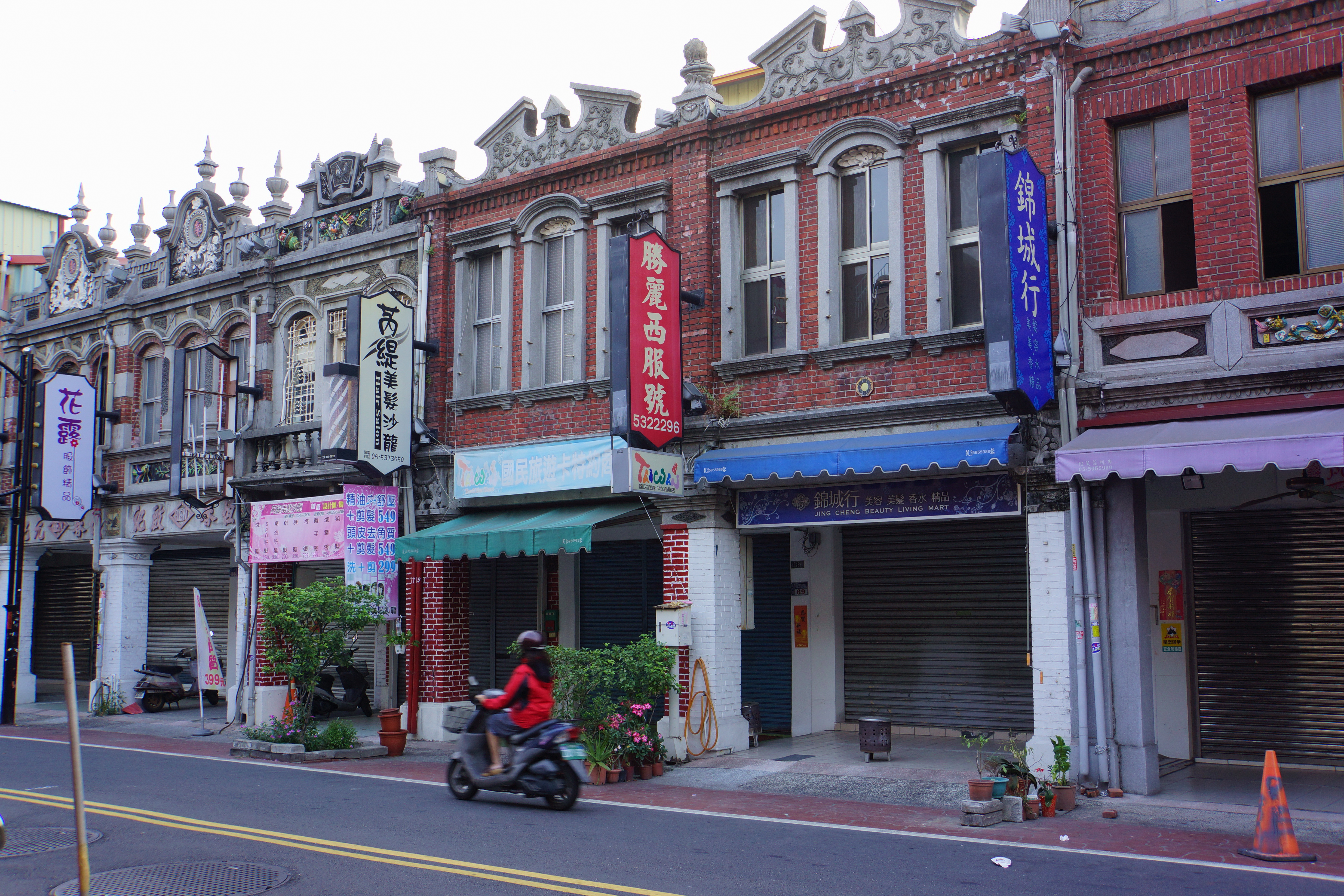
斗六太平路老街的日治時期街屋

## 設施
- 斗六郡役所
- 斗六街役場
- 斗六郵便局
- 臺南州斗六稅務出張所（1942年設立）
- 臺南地方法院斗六出張所（1943年另建廳舍）[6]
- 農商局嘉義食糧事務所斗六出張所
- 斗六水道（1912年完工，1924年、1939年擴大）

- 斗六神社

- 林內神社

- 大崙社（斗六糖廠內）
- 斗六圖書館
- 斗六公共浴場

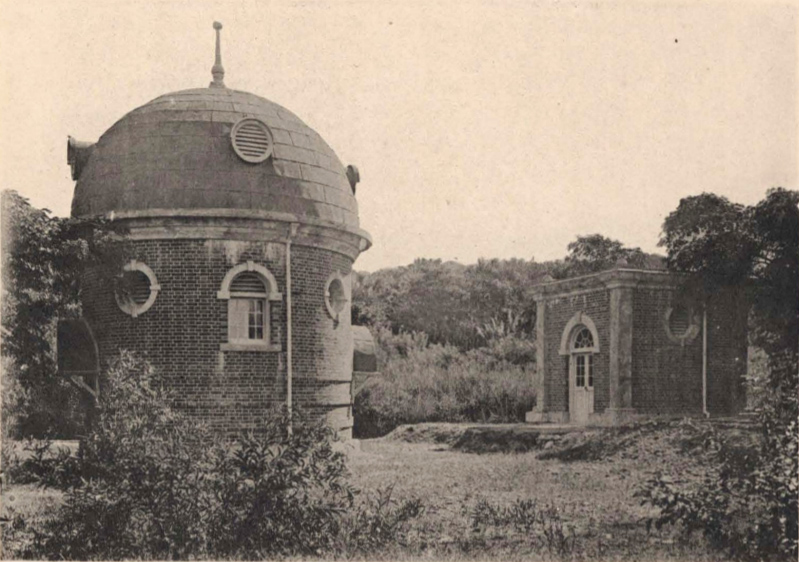
斗六水道砂吐場及配水井

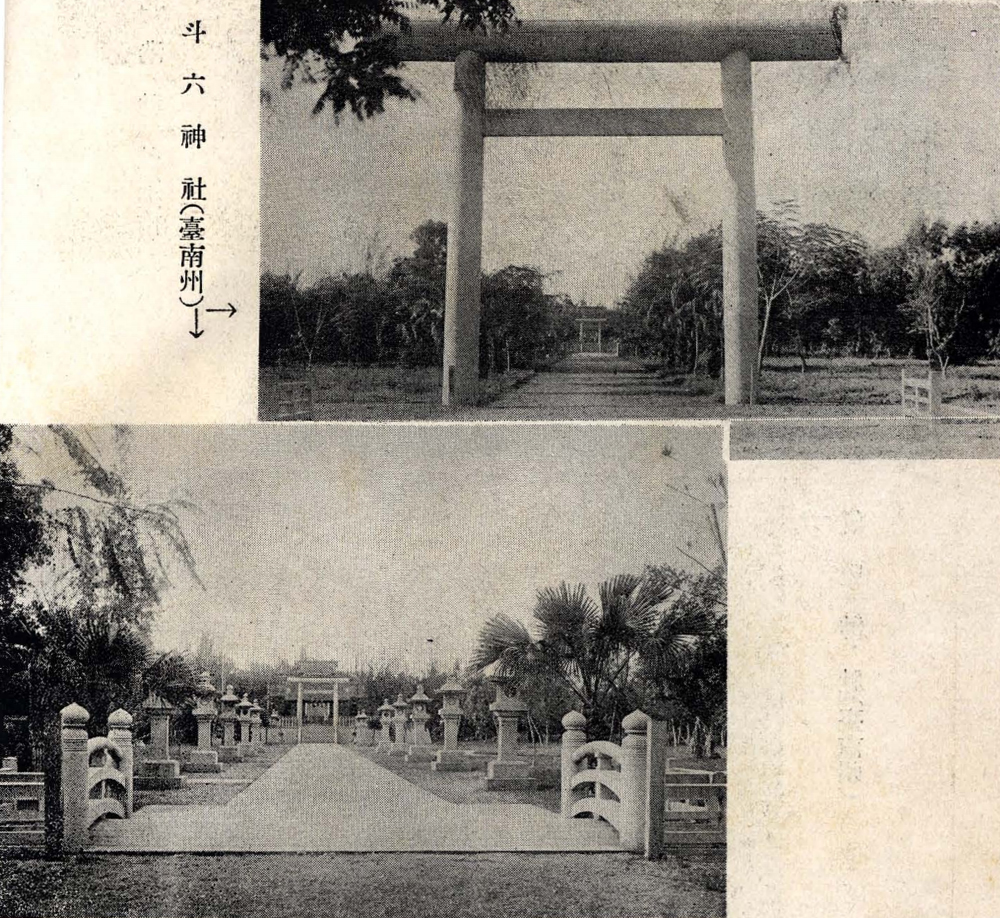
斗六神社

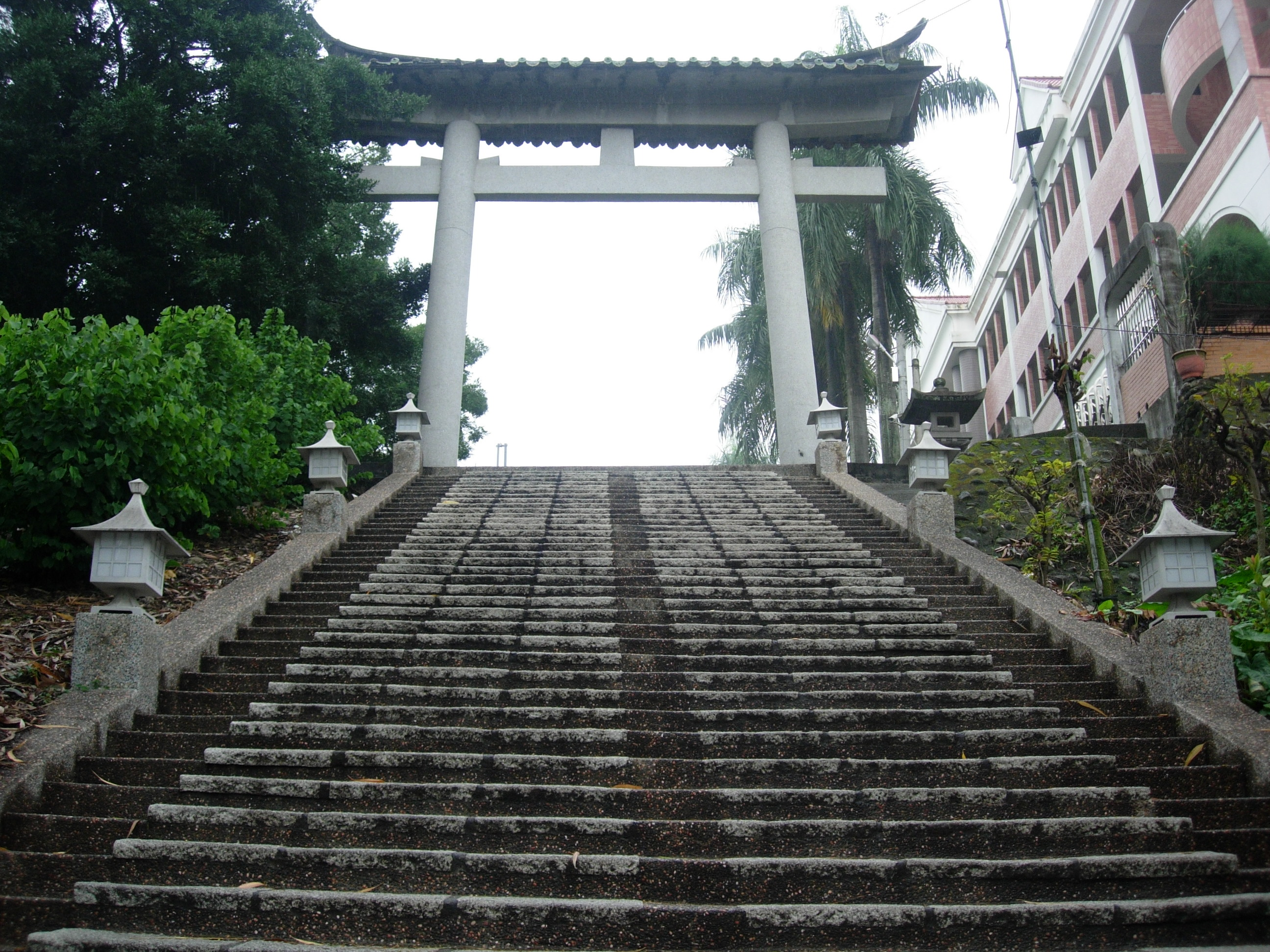
林內神社一景（鳥居上的瓦片非原設計）

- 斗六小賣、第一、第二市場（今斗六西市場、中央商場、斗六東市場）
- 斗六行啟記念公館
- 斗六武德殿
- 大日本製糖台灣支社
- 大日本製糖斗六製糖所
- 大和拓殖烏塗子製糖所[7]
- 大和拓殖坪頂糖廍[7]
- 台灣軌道會社斗六出張所
- 台灣合同鳳梨株式會社第十七工場
- 台灣商工銀行斗六支店
- 台灣電燈株式會社斗六支店
- 圖南產業株式會社宿舍群
- 大正製酒株式會社斗六工廠
- 斗六郡水利組合
- 斗六信用組合（斗六市農會前身）